# Владимировски пролом
Владимировският пролом е пролом на река Огоста в Северна България, в най-северната част на Западния Предбалкан, между най-северозападната част на Владимировския рид на югоизток и ниски хълмове на северозапад в Община Бойчиновци, област Монтана.
Проломът е дължина около 2 – 3 km, а надморската му височина е средно 88 m. Започва на около 1 km югозападно от село Владимирово на 92 m н.в. и завършва на около 1 km югоизточно от селото на 83 m н.в., като в този участък река Огоста заобикаля Владимировския рид с дъга, изпъкнала на север-северозапад. Оградните му склонове са изградени от долнокредни варовици, които са полегати, обрасли с храсти, дъното му е широко. След като излезе от пролома река Огоста навлиза в Дунавската равнина.
През пролома преминава участък от около 3 km от третокласния Републикански път III-101 Враца – Бойчиновци – Хайредин – Гложене (от km 44,3 до km 47,0).

## Топографска карта
- Лист от карта K-34-23. Мащаб: 1 : 100 000.